# ليموزانو
ليموزانو هي محافظة (أمانة العاصمة) وذو لقب لاتيني في مقاطعة كامبوباسو في منطقة موليز الجنوبية الإيطالية، وتقع على بعد حوالي 14 كيلومترا (9 أميال) شمال غرب كامبوباسو.
تقع ليموزانو على حدود المحافظات التالية: كاستروبينانو و فوسالتو و لوكيتو و مونتاجانو و بيتريلا نيفرنينا و ريباليموساني و سانت اينجلو ليموزانو . القرية هي مدينة من القرون الوسطى تقع على تل تاف .

## تاريخ
نمت هذه المدينة في أوائل العصور الوسطى حول قلعة لومبارد .
منذ منتصف القرن التاسع عشر وحتى منتصف القرن العشرين ، هاجر الآلاف من ليموزانو إلى كندا والولايات المتحدة. بلغ عدد احفاد ليموزانو 3000 شخص و تعيش الآن نسبة كبيرة منهم في تورنتو ومنطقة سانت كاثرينز نياجرا في أونتاريو ، كندا.

## رؤية فخرية
تأسست ليموزانو كرؤية فخرية للكنيسة الكاثوليكية في ٥ فبراير 2018.
- رئيس الأساقفة الفخري هنريك جاجودزينسكي (3 مايو 2020 [3] - حتى الآن)